# Raymond (Dakota Południowa)
Raymond – miasto w Stanach Zjednoczonych, w stanie Dakota Południowa, w hrabstwie Clark.